# Гілфорд (Мен)
Гілфорд (англ. Guilford) — місто (англ. town) в США, в окрузі Піскатаквіс штату Мен. Населення — 1267 осіб (2020).

## Демографія
Згідно з переписом 2010 року, у місті мешкала 1521 особа в 693 домогосподарствах у складі 426 родин. Було 882 помешкання
Расовий склад населення:
| - 96,9 % — білих - 0,7 % — азіатів - 0,5 % — корінних американців - 0,1 % — вихідців з тихоокеанських островів - 0,1 % — чорних або афроамериканців |

До двох чи більше рас належало 1,4 %. Частка іспаномовних становила 0,7 % від усіх жителів.
За віковим діапазоном населення розподілялося таким чином: 19,4 % — особи молодші 18 років, 59,8 % — особи у віці 18—64 років, 20,8 % — особи у віці 65 років та старші. Медіана віку мешканця становила 46,3 року. На 100 осіб жіночої статі у місті припадало 92,0 чоловіків;  на 100 жінок у віці від 18 років та старших — 90,7 чоловіків також старших 18 років.
Середній дохід на одне домашнє господарство  становив 52 270 доларів США (медіана — 37 227), а середній дохід на одну сім'ю — 51 637 доларів (медіана — 47 222). Медіана доходів становила 33 264 долари для чоловіків та 27 692 долари для жінок. За межею бідності перебувало 24,3 % осіб, у тому числі 40,2 % дітей у віці до 18 років та 11,9 % осіб у віці 65 років та старших.
Цивільне працевлаштоване населення становило 578 осіб. Основні галузі зайнятості: виробництво — 35,8 %, освіта, охорона здоров'я та соціальна допомога — 21,6 %, будівництво — 9,9 %, роздрібна торгівля — 9,0 %.